# 法爾馬球場
法爾馬球場（英語：Falmer Stadium），獲得冠名贊助而稱為美國運通社區球場（英語：American Express Community Stadium），但通常簡稱為「法爾馬」（Falmer）或「運通」（The Amex），是一座位於英格蘭布萊頓-霍夫的海濱市鎮布萊頓外圍村莊法爾馬（Falmer）的足球運動場，為布莱顿足球俱乐部的主場。球場於2011年5月落成，全坐席可容30,750名觀眾。

## 歷史

### 計劃
興建法爾馬球場的計劃由白禮頓提出，由於當時球隊的前主場金石球場（Goldstone Ground）於1995年遭當時的董事會出售給地產發展商後無處容身。於1996/97年球季結束後被迫離開金石球場後，白禮頓其後兩季與基寧咸共用位於肯特郡的普里斯特菲爾德球場，距離原本根據地達50英哩。
兩年後白禮頓重返布萊頓租用韋思丹運動場（Withdean Stadium），原本用作田徑運動場的韋思丹經改裝後符合英格蘭足球聯賽球場規格，於2002年在球隊連續兩年升班到甲組〈第二級〉後，韋思丹擴建至可容納9,000名觀眾。
早在1998/99年球季已確定選址法爾馬（Falmer）興建新球場，並希望於2000年代中期完工。但在申請批准興建工程的連串延誤後，球會一直要等待到2011年才可遷移到新主場作賽。

### 批准
2002年6月布萊顿-霍夫單一管理區批准興建法爾馬球場的計劃，預計可於2005/06年球季落成啟用。但鄰近的劉易斯區議會及本地居民反對興建球場，雖然整個球場位於布萊顿-霍夫境內，但地盤東北面的空置田地跨越劉易斯區的邊界。
而導致事情更加複雜是該幅空置田地及毗連的薩塞克斯大學（University of Sussex）校園雖然不在南唐斯國家公園內，但卻位於南唐斯傑出自然風景區內，因此指定的球場發展計劃需要由英國社區暨地方發展部（Department for Communities and Local Government）進行獨立的計劃審查。時任副首相彭仕國於2005年10月28日批准興建計劃，但劉易斯區議會隨即發動新的法律挑戰。2006年4月彭仕國承認誤會球場地盤只有小部分位於劉易斯區內，因此撤回批准。
負責審批的英國社區暨地方發展部大臣黑兹尔·布莱尔斯（Hazel Blears）不理會規劃督察的意見，於2007年7月25日再次確認批准興建球場。劉易斯區議會、法爾馬教區議會（Falmer Parish council）及南丘聯席委員會（South Downs Joint Committee）等三個主要反對團體表示不會上訴到高等法院。2007年9月4日在新批准上訴期限屆滿後，球會獲發正式准許證進行興建新球場的工程。

### 揭幕

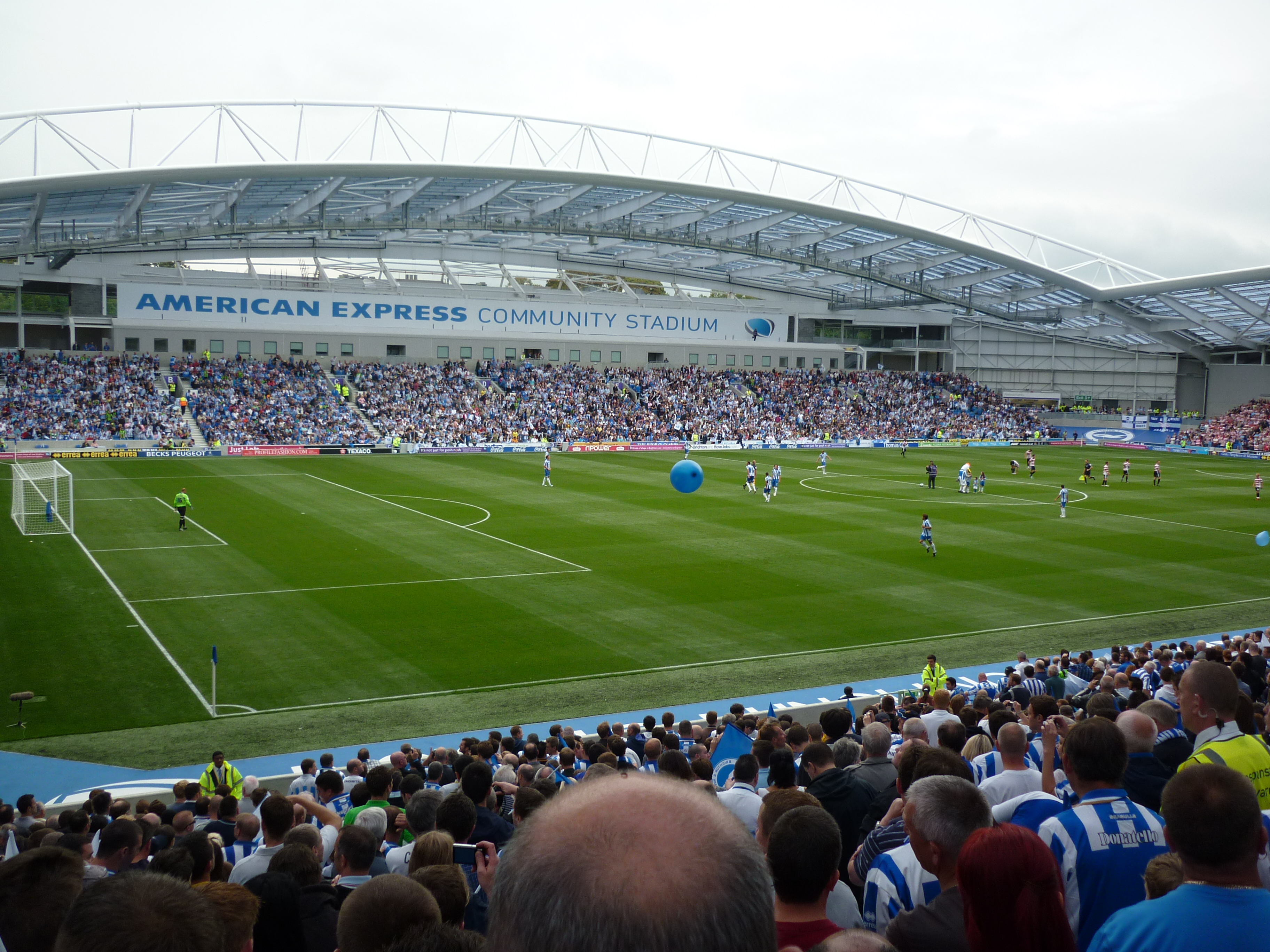
首場聯賽由白禮頓對唐卡士打

2011年7月16日舉行首場賽事，由白禮頓預備隊對伊斯特本市足球會進行「薩塞克斯郡高級盃」（Sussex Senior Cup）決賽，賽事只容許1萬名球迷進場以符合安全標準，主隊以2-0獲勝，於季前遭一隊放棄但仍然隨隊跟操的（Gary Hart）射入新球場的首個入球。

## 球場
2008年11月27日「白金漢集團」（Buckingham Group）簽署興建新球場的建築合約，並於12月17日在地盤開展預備工程。球場深入地底三層，工程期間有13萬8,000立方米的白堊被挖出，被置於村莊徑（Village Way）南面的田地，因而避免2萬架次的泥頭車出入傾倒廢棄物。
地盤建設工程於2008年12月17日正式展開，並於2011年5月完工。新球場最大是三層的西看台，可以容納11,833名觀眾，東看台（家庭看台）可容納5,404名觀眾，北看台可容納2,688名觀眾，而招待作客球迷的南看台則可容納2,575名觀眾。球場的結構在需要時可進行擴建，但擴建工程需要進行重新審批，並在現時的建築物內進行擴建，東看台可供加建一層，使總容量增加到30,000座。球場冠名贊助的交易於2010年6月22日公佈。
新球場設置有餐飲及會議設施；一所幼稚園或托兒所；720平方米供布莱頓大學教學用途及1,200平方米供辦公室用途。除用作足球賽事外，球場亦可供進行其他體育賽事如橄欖球及曲棍球，並可舉行音樂會、會議及展覽會。

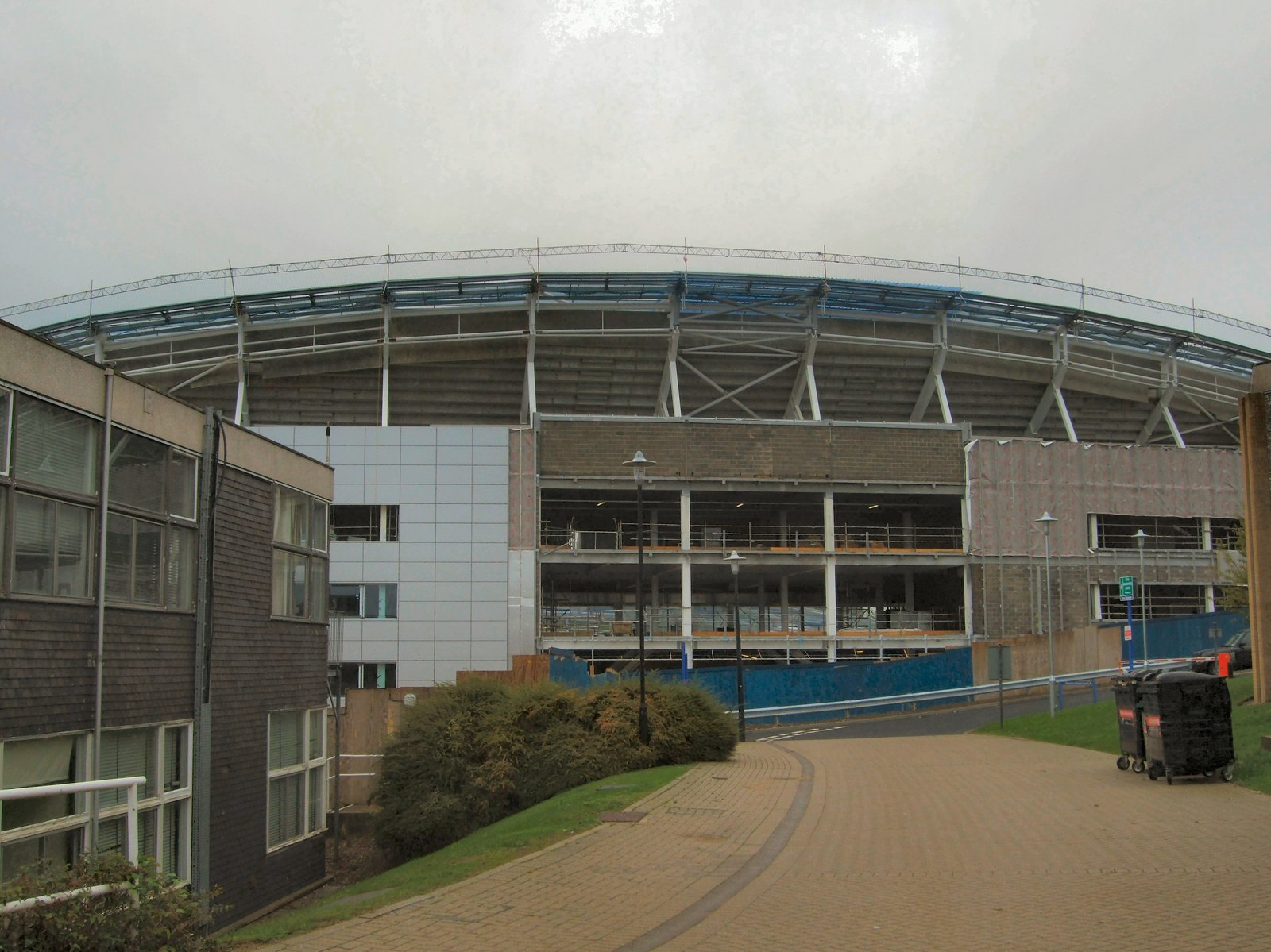
2010年9月建築中的新球場
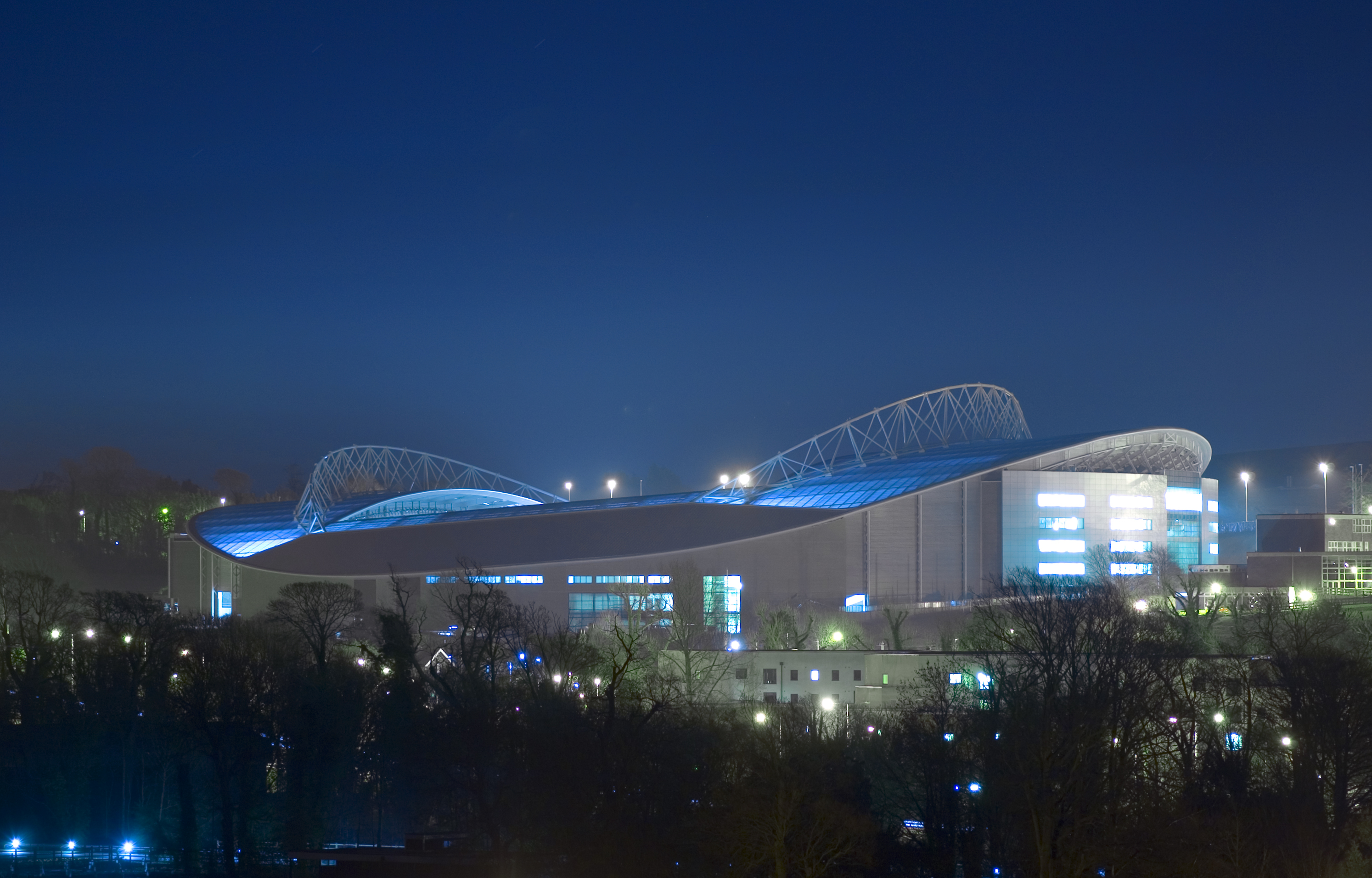
球場夜景
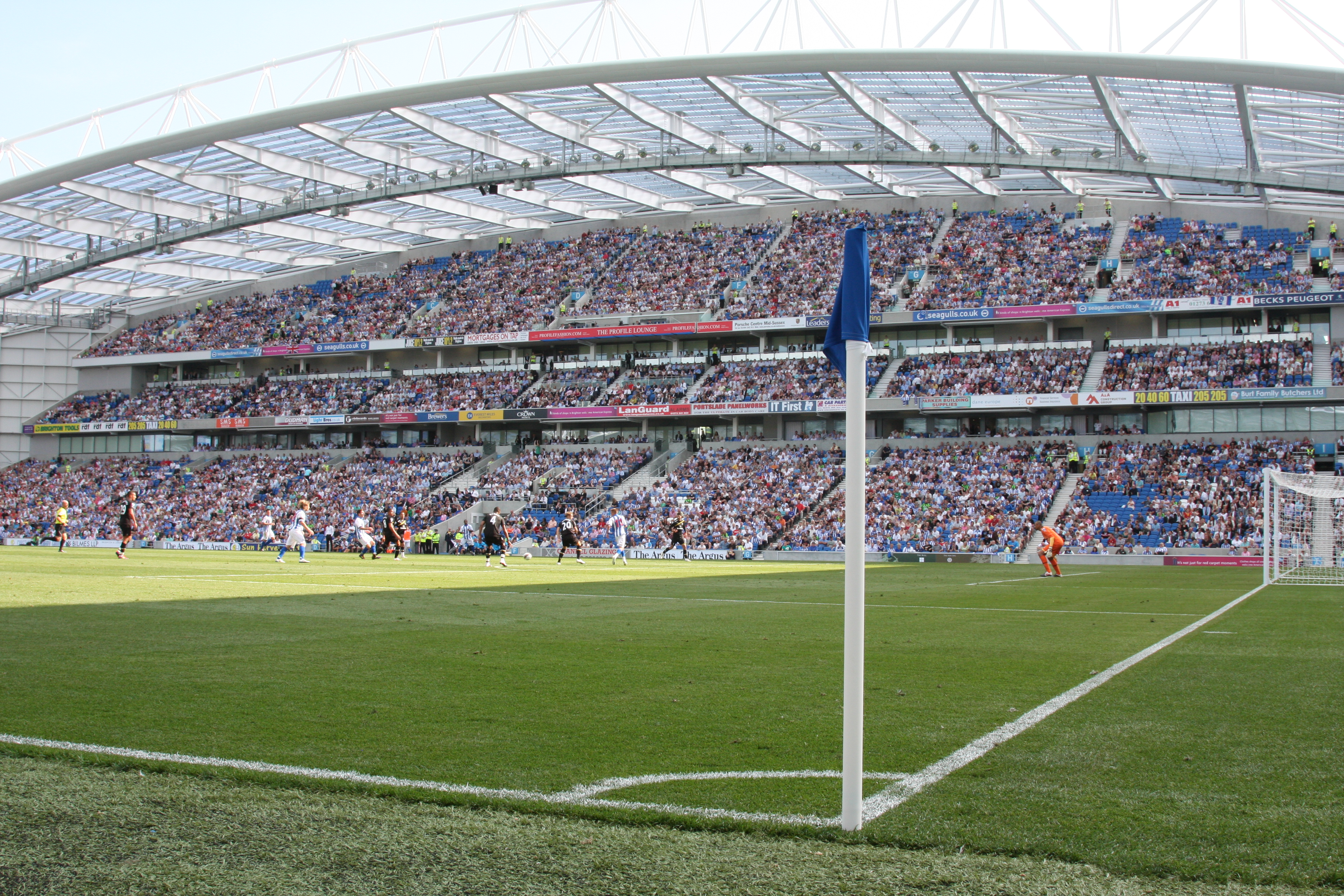
主看台
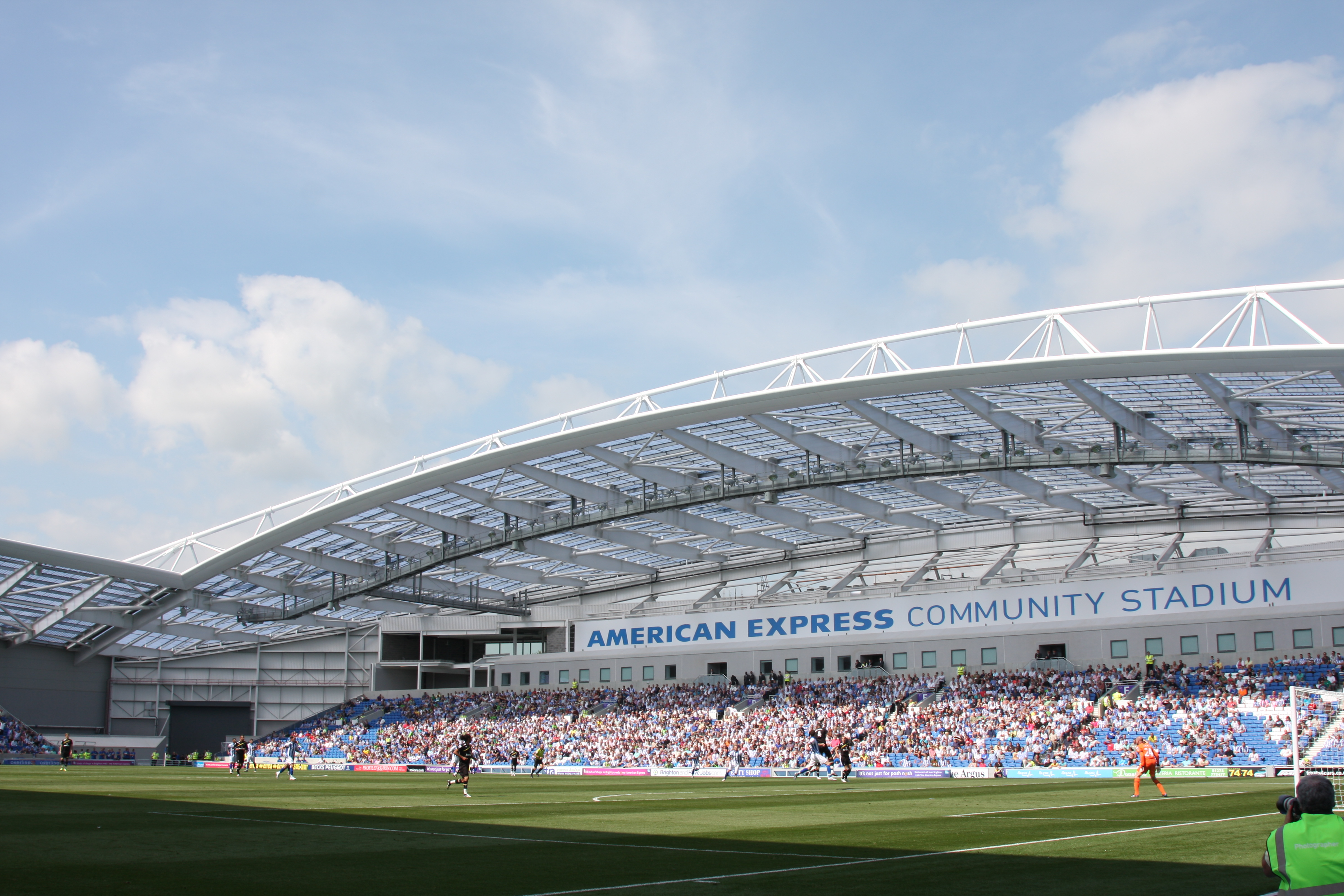
東看台

## 交通
球場接近A27公路布萊頓繞道，向北連接往倫敦的A23公路及M23幹道，而向南往A270公路及市中心。在球賽日在萨塞克斯大学及法爾馬書院（Falmer Academy）地區有2,000個預付泊車位供應；球會亦會提供泊車接駁往返球場服務（park and ride services），其中在A23公路及A27公路交匯處的美爾路（Mill Road）可容納500部車輛，另一個位於布萊頓賽馬場（Brighton Racecourse）。賽事門票附有乘車劵可供火車、巴士及泊車接駁往返球場服務。從球場附近的法爾馬鐵路站乘搭火車前往布萊頓站僅需9分鐘，前往義本及黑斯廷斯站則分別約需35分鐘及1小時。
球場亦有設置一條新建道路跨越A27公路，通往萨塞克斯大学校園東南角。法爾馬鐵路站新建行人天橋跨越路軌，該站前方亦設有行人路（附設行人隧道下穿A27公路），經過斯坦默公园（Stanmer Park）東南部邊沿及法爾馬體育中心至萨塞克斯大学校園。球場東側設有旅遊巴士泊車處。球場南側的村莊徑（Village Way）及法爾馬鐵路站對出的A27公路旁均設有巴士站。布萊頓及霍夫巴士5B、23、25、28、29、29X及通宵路線N25號均停靠法爾馬鐵路站對出、A27公路旁的巴士站，其中5B、25及N25號線亦會停靠位於村莊徑的巴士站。
法爾馬高校（Falmer High School，位於球場及布萊頓大學法爾馬校園西側）旁的停車場亦擁有1,000個泊車位。除A27公路及A270公路交匯處外，新建一條行車天橋；一條兩用行人路及單車徑；一個供球會職球員及傷殘人士使用的150個泊車位停車場；220個單車泊車位等。

## 外部連結
- Stadium updates and details at Brighton & Hove Albion website
  - Postmatch[永久]
- Webcam showing the ground under construction
- Lewes District Council's High Court challenge （页面存档备份，存于）
- Falmer Stadium

50°51′42.56″N 0°4′59.80″W / 50.8618222°N 0.0832778°W